# Егберт од Весекса
Егберт (око 771. или 775 – 839) био је краљ Весекса у периоду од 802. до 839. године. Његов отац је био Еалмунд од Кента. 780-их је Егберт прогнан од стране краљева Офе од Мерције и Беортрика од Весекса, али након Беортрикове смрти 802. Егберт се вратио у Енглеску и преузео власт.
О првих 20-ак година његове владавине мало се зна, али се претпотставља да је успео да очува независност Весекса у односу на Мерцију, која је тада доминирала другим јужним енглеским краљевствима. Године 825. Егберт је у бици код Еландуна победио краља Беорнвулфа од Мерције, тиме окончавајући мерцијску хегемонију, и почео преузимати власт над мерцијским вазалима у северној Енглеској. Године 829. Егберт је победио краља Виглафа од Мерције и протерао из његовог краљевства и на кратко директно владао Мерцијом. Касније исте године Егберт је својим вазалом учинио нортамбријског краља у Дору (данас предграђе Шефилда). Англосаксонска хроника после овога за Егберта користи титулу бретвелда, односно „владар Британије”.
Егберт није могао дуго задржати тако висок положај, и већ следеће године Виглаф се вратио на чело Мерцијског краљевства. Весекс је, међутим, задржао власт над некада самосталним државама Кент, Сасекс и Сари; те територије је касније као под-краљ преузео Егбертов син Етелвулф. Када је Егберт умро 839. године Етелвулф га је наследио; југоисточна краљевства су коначно формално апсорбована у краљевство Весекса након смрти Етелвулфовог сина Етелбалда 860. године.